# Burj al-Arab
El Burj al-Arab (àrab: برج العرب, Burj al-ʿArab, ‘Torre dels Àrabs') és un hotel de luxe situat a la ciutat de Dubai, Emirats Àrabs Units. Gestionat pel grup hoteler Jumeirah, és un dels hotels més alts del món (2007), tot i que el 39% de la seva alçada total es compon d'espai no ocupable. Burj Al Arab es troba a una illa artificial a 280 m de la Platja de Jumeirah i està connectat amb el continent per un pont corbat privat. La forma de l'estructura està dissenyada per assemblar-se a la vela d'un vaixell. Té un heliport a prop del terrat a una alçada de 210 m sobre el terra.
L'hotel disposa d'heliport i és considerat de 7 estrelles perquè per les seves característiques van més enllà dels altres hotels del món. L'habitació més petita té 169 m² i la més gran 780 m². El preu de la suite reial és de 28.000 dòlars la nit.

## Lloc
La zona de primera línia de platja on es troben Burj Al Arab i Jumeirah Beach Hotel es deia anteriorment Chicago Beach. L'hotel està situat en una illa de terrenys recuperats, a 280 metres de la platja de l'antic Chicago Beach Hotel. El nom del local va tenir els seus orígens en la Chicago Bridge & Iron Company, que en un moment soldava tancs flotants gegants d'emmagatzematge de petroli, coneguts localment com Kazzans al lloc.

## Disseny i construcció
El Burj Al Arab va ser dissenyat per la consultora multidisciplinària Atkins dirigida per l'arquitecte Tom Wright. El disseny i la construcció van ser gestionats per l'enginyer canadenc Rick Gregory, també de WS Atkins. La construcció de l'illa va començar el 1994 i va implicar fins a 2.000 treballadors de la construcció durant la màxima construcció. Va ser construït per assemblar-se a la vela de spinnaker ondulant d'un iot de classe J. Dues "ales" s'estenen en una V per formar un vast "pal", mentre que l'espai entre elles està tancat en un atri massiu.
L'hotel va ser construït pel contractista sud-africà Murray & Roberts / ara rebatejat Concor i Al Habtoor Engineering. Els dissenys d'interiors van ser dirigits i creats per Kwan Chau i John Coralan de KCA international i lliurats per Depa amb seu als Emirats Àrabs Units.
L'edifici es va inaugurar el desembre de 1999.
L'heliport de l'hotel va ser dissenyat per l'arquitecta irlandesa Rebecca Gernon. L'heliport es troba per sobre del 59è pis de l'edifici i s'ha utilitzat com a pista de carreres de cotxes, ring de boxa, partit de tennis i punt de salt per al salt de kite surf més alt de la història.

## Característiques
Diverses característiques de l'hotel requereixen complexes gestes d'enginyeria per aconseguir. L'hotel es troba en una illa artificial construïda 280 m (920 ft) mar endins. Per assegurar una fundació, els constructors conduïren 230 de quaranta metres de llargada (130 peus) piles de formigó a la sorra.
Els enginyers van crear una capa de terra / superfície de grans roques, que s'encercla amb un patró de formigó de bresca, que serveix per protegir les bases de l'erosió. Van trigar tres anys a recuperar la terra del mar, mentre que la construcció de l'edifici va trigar menys de tres anys. L'edifici conté més de 70,000 m3 (92,000 cu yd) de formigó i 9.000 tones d'acer.
A l'interior de l'edifici, l'atri és de 180 m (590 ft) alçada. L'atri de 18 pisos està tancat per 12 panells de membrana de dues capes tensats individualment que formen la façana orientada al nord.
Donada l'alçada de l'edifici, el Burj Al Arab és el cinquè hotel més alt del món després de l Hotel Gevora, el JW Marriott Marquis Dubai, el Four Seasons Place Kuala Lumpur i el Rose and Rayhaan de Rotana. Però on es retiressin els edificis d'ús mixt de la llista, el Burj Al Arab seria el tercer hotel més alt del món. L'estructura de la Torre de les roses, també a Dubai, fa 333 metres d'alçada, 12 m (40 peus) més alt que el Burj Al Arab, que fa 321 metres d'alçada.

### Habitacions i suites
L'hotel està gestionat pel grup Jumeirah. Malgrat la seva mida, el Burj Al Arab només disposa de 28 pisos de dos pisos amb capacitat per a 202 habitacions. La suite més petita ocupa una superfície de 169 m2 (1,820 sq ft), la més gran cobreix 780 m2 (8,400 sq ft).
La Royal Suite, que factura 24.000 US$ per nit, figura al número 12 de les 15 suites hoteleres més cares del món compilades per CNN Go el 2012.
El Burj Al Arab és molt popular al mercat xinès, que va representar el 25 per cent de totes les reserves a l'hotel el 2011 i el 2012.

### Serveis

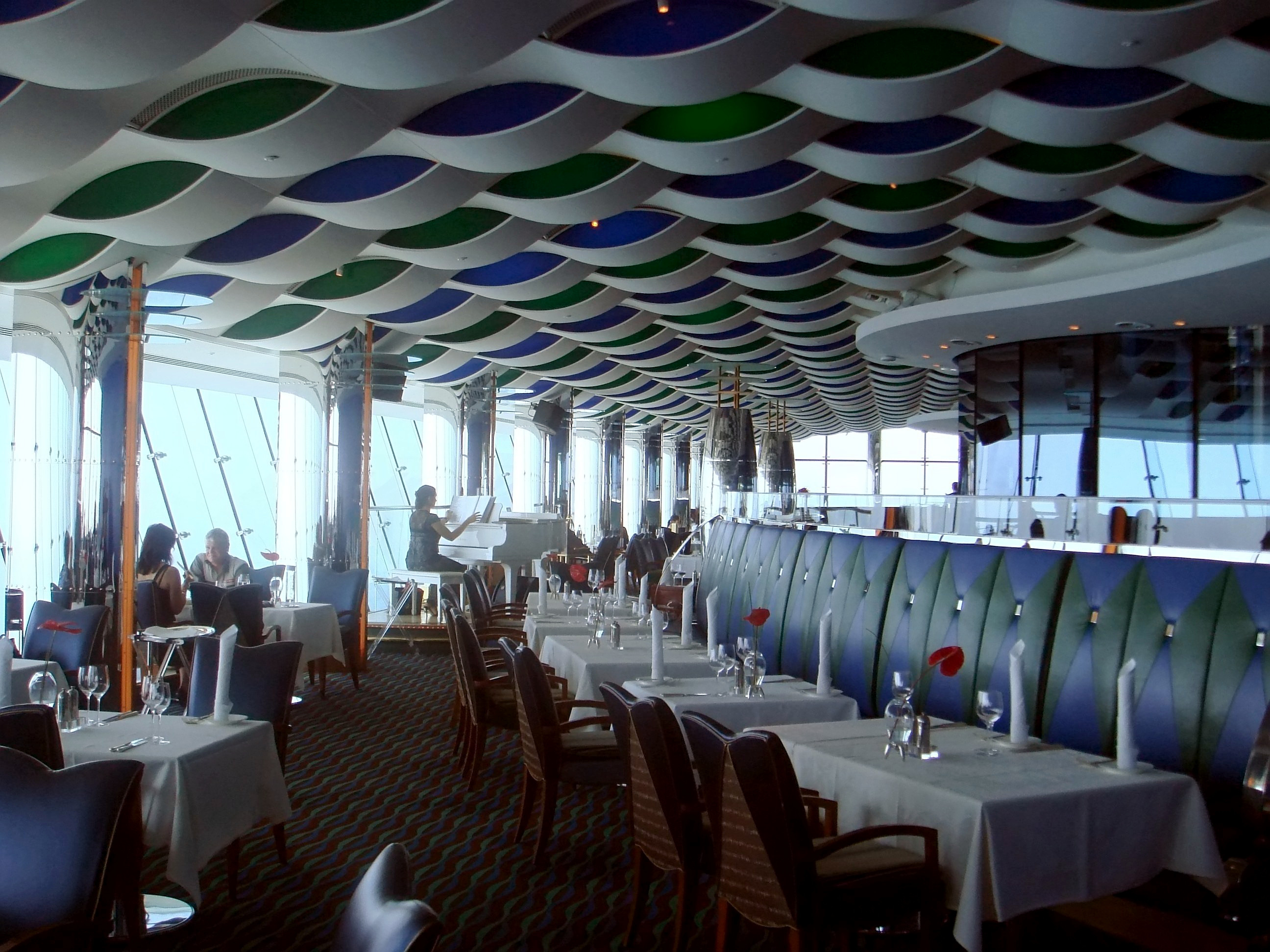
Al Muntaha

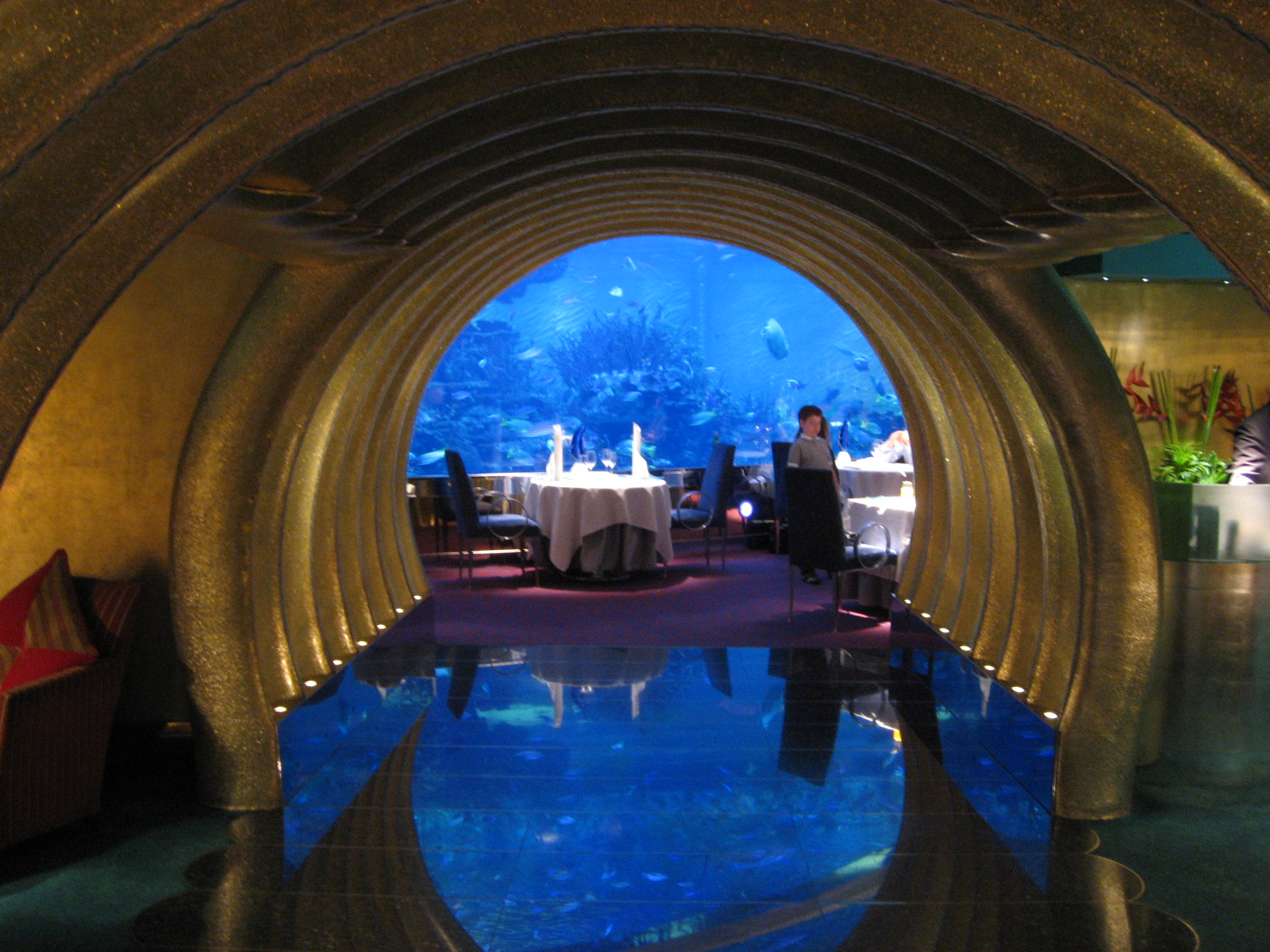
Al Mahara

L'hotel té restaurants un servei de trasllat amb Rolls-Royces i un helicòpter i una platja privada.

### Valoració
El Burj Al Arab és un hotel de cinc estrelles, amb la classificació oficial més alta. Tot i que de vegades l'hotel es descriu erròniament com “l'únic hotel de set estrelles del món”, la direcció de l'hotel assegura que mai no ho va fer ells. El terme va aparèixer a causa d'un periodista britànic que havia visitat l'hotel en una gira abans de l'obertura oficial de l'hotel. La periodista va descriure Burj al Arab com "més que res que hagi vist mai" i, per tant, es va referir a ell com un hotel de set estrelles. En paraules d'un portaveu del grup Jumeirah: "No podem fer molt per aturar-ho. No fomentem l'ús del terme. Mai l'hem utilitzat a la nostra publicitat ".

## Recepció

### Ressenyes de crítics d'arquitectura
Burj Al Arab també ha definit les anomenat crítiques com una mena de contradicció, tenint en compte la finalitat de ser ben dissenyada i impressionant de la construcció. La contradicció aquí sembla estar relacionada amb la decoració de l'hotel. "Aquesta extraordinària inversió en tecnologia de construcció d'última generació estén els límits de l'ambiciosa imaginació urbana en un exercici que es deu en gran manera al poder d'una riquesa excessiva". Un altre crític també inclou crítiques negatives per a la ciutat de Dubai: "tant l'hotel com la ciutat, al cap i a la fi, són monuments per al triomf dels diners sobre la pràctica. Tots dos eleven l'estil per sobre de la substància. " Una altra: "Emulant la qualitat dels interiors palacials, en una expressió de riquesa per al corrent principal, es crea un teatre d'opulència a Burj Al Arab ... El resultat és un efecte barroc".

## Esdeveniments destacats
Diversos esdeveniments han tingut lloc a l'heliport 210 m (689 peus) sobre el terreny per atreure l'atenció dels mitjans. Això inclou:
- 2004: Tiger Woods desapareix[21]
- 2005: Andre Agassi i Roger Federer jugant a tennis[22]
- 2006: Ronan Keating va rodar el videoclip del seu single " Iris " a l'Heliport de Burj Al Arab.
- 2007: The Today Show va emetre des de l'Heliport un segment de Where in the World is Matt Lauer?[23]
- 2011: el golfista Rory McIlroy realitza un tret de búnquer.[24]
- 2013: Heli-lift d' Aston Martin Vanquish.[25]
- 2013: David Coulthard realitzant bunyols en un cotxe de Fórmula 1.[26]
- 2017: Nick Jacobsen kiteboards fins al mar.[27][28]

## A la cultura popular
L'últim capítol de la novel·la d'espionatge Performance Anomalies té lloc a la part superior del Burj Al Arab, on l'espia protagonista Cono 7Q descobreix que a través de la traïció mortal el seu enemic espia Katerina s'ha maniobrat cap al cim escala del govern del Kazakhstan. L'hotel també es pot veure a Syriana i també a algunes pel·lícules de Bollywood.
Richard Hammond va incloure l'edifici a la seva sèrie de televisió, Richard Hammond's Engineering Connections .
El Burj Al Arab serveix com a imatge de portada de l'àlbum Ocean Eyes d'Owl City.
El Burj Al Arab va ser el lloc de l'última tasca del cinquè episodi de la primera temporada de l'edició xinesa de The Amazing Race, on els equips van haver de netejar una habitació segons els estàndards de l'hotel.